# Aldo Gandini
Aldo Gandini   (Parma, 15 de novembre de 1928 - 27 d'abril de 2007) va ser un ciclista italià que fou professional del 1952 a 1958. Com amateur, va guanyar dues medalles als Campionats del món en Persecució, de bronze el 1949 i de plata el 1950.
El seu germà Franco també es dedicà al ciclisme.

## Palmarès
- 1952
  - 1r a la Coppa Collecchio